# フーニンガーデン
フーニンガーデン（中国語：富寧花園、英語：Fu Ning Garden）は、香港新界将軍澳の高層住宅である。行政区は、香港18区の西貢区に属する。香港房屋委員会と駿新能源有限公司の子会社Sebasto Investment Company Limitedが造成した。この住宅地の中心には、公園、ショッピングセンター、街市（墟市ガイシー）などの基本的な施設が数多く存在する。富寧物業管理有限公司が管理している。

## 概要
1987年に建設が開始され、1990年4月に竣工した。
- 最高階数 地上35階
- 棟数  6棟
- 総戸数　2450戸（分譲）
- 高さ　約100m

### 主な施設
- 駐車場 地上3階
- 駐輪場
- 商業施設：ショッピングセンター、墟市、コンビニ
- 幼稚園
- 居住者施設:公園、バスケットボールコート、児童遊び場、長者公園、棋藝室、図書室、卓球室- 住民専用の場合

## 隣接の高層ビル
- 東港城
- 蔚藍湾畔
- 南豊広場
- 厚徳邨

## 近隣公共施設、複合商業施設
- 連理街、東港城、南豊広場、TKO Gateway、厚徳街市
- 培成花園
- 西貢将軍澳政府総合大楼
- 将軍澳運動場
- 将軍澳体育館
- 将軍澳プール
- 将軍澳公衆図書館
- 常寧遊び場

## 交通アクセス

### 鉄道路線
- MTR将軍澳線坑口駅約100m徒歩10～15分

### 路線バス
- 城巴：
  - E22A
- 過海隧道バス：
  - 692 － 坑口（北）↔ 中環（交易広場）
- 九巴：
  - 91M 宝琳 ↔ 鑽石山鐵路駅
  - 98A 坑口（北） ↺ 牛頭角鐵路駅
  - 98C 坑口（北） ↔ 美孚
  - 98D 坑口（北） ↔ 尖沙咀東
  - 98S 日出康城 ↔ 美孚
  - 296M 坑口鐵路駅 ↔ 康盛花園
  - 297 坑口（北） ↔ 紅磡碼頭
  - 298E 坑口鐵路駅 ↺ 将軍澳工業邨
- 新界專線マイクロバス小巴:
  - 11 坑口村 ↔ 彩虹駅
  - 11A 坑口站 ↔ 坑口村
  - 11M 香港科技大學 ↔ 坑口駅
  - 15 坑口（北） ↔ 康盛花園
  - 15A 坑口（北） ↺ 茵怡花園
  - 16 宝琳 ↔ 布袋澳
  - 18 坑口（北） ↔ 北角（百福道）
  - 101M 坑口駅 ↔ 西貢
  - 102 坑口駅 ↔ 新蒲崗（康強街）
  - 103 清水湾 ↔ 観塘碼頭
  - 108A 彩明苑 ↔ 坑口（北）
  - 109M 清水湾半島 ↔ 坑口駅

## 外観

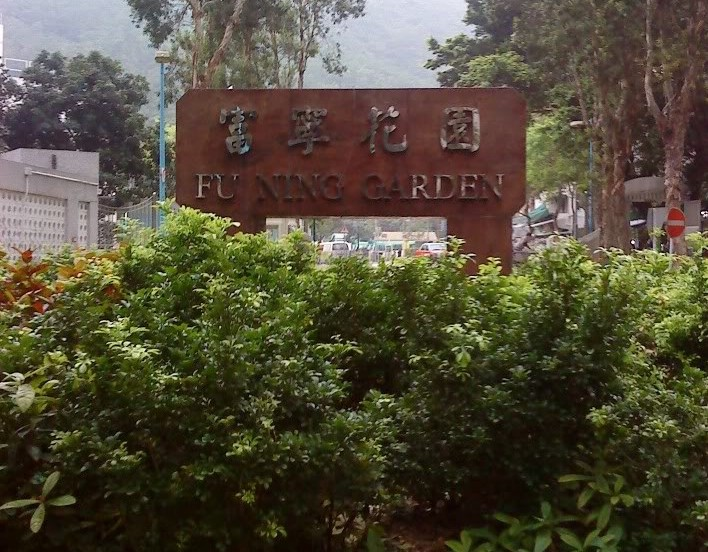
正門
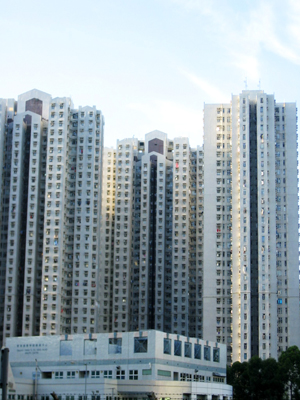
遠景
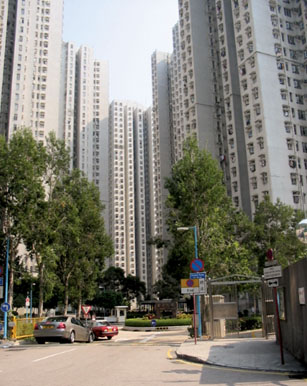
外観